# 太陽能泵

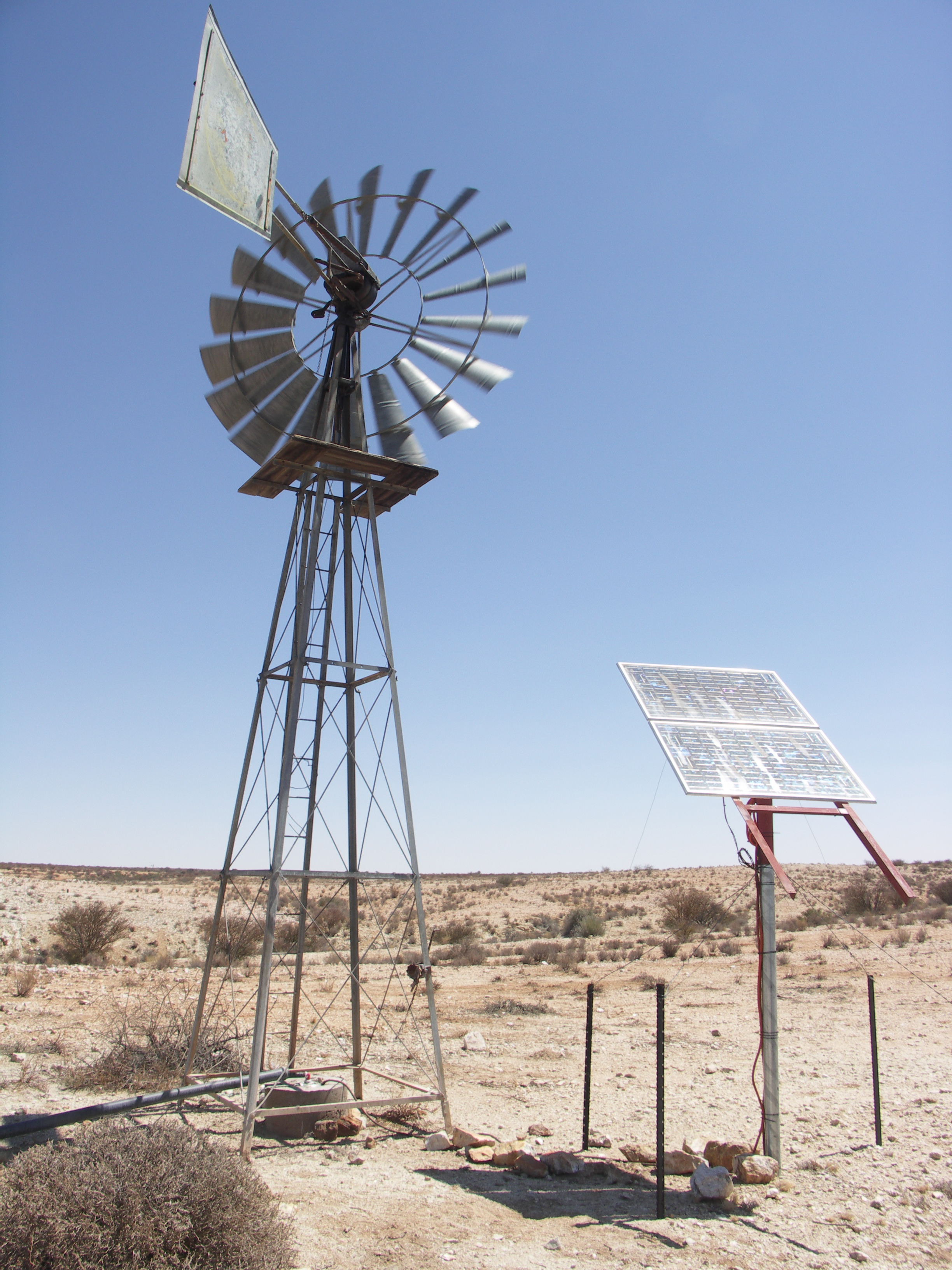
奥赫拉比斯瀑布国家公园中，一座取代風泵的太陽能泵

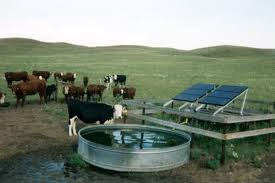
最大功率5HP，適用於農業的太陽能泵

太陽能泵是用光伏模組產生的電能或是由太陽照射產生熱能作為能源的泵，不需接到電力系統，也不用內燃機驅動。太陽能泵的維護成本較少，較內燃機驅動的泵要經濟，而環境衝擊也較內燃機泵要小。太陽能泵適用於沒有電網，其他能源（例如風能）也無法提供足夠能源的情形下。

## 零件
太陽能泵可以分為三個部份：
- 太陽能面板[2]
- 控制器
- 泵

太陽能面板的大小直接和泵的尺寸、需要的液體流量（m³/d）及可用的可用太陽輻射有關。
控制器的用途有二，第一，它可以依照太陽能面板得到的能量調整泵的輸出功率。第二，控制器一般會有低壓或高壓保護，若電壓超過泵的運作範圍，此情形下會關閉系統。因此可以增加泵的壽命，降低維修頻率。
太陽能泵配合的馬達可以是直流馬達或是交流馬達。直流馬達的功率可以到3 kW，適合用在像花園噴泉、造景、牲口的飲用水，以及小型的灌溉計劃。直流系統的效率會較交流系統要好，因此可以選用較小的太陽能面板，也可以節省成本。若是利用直流無刷馬達或是永磁同步馬達，需配合變頻器使用。
若選用的是交流馬達驅動的泵，需要加裝變頻器讓太陽能面板產生的直流電轉換為交流電驅動馬達。其功率範圍從150 W到55 kW，也可以用在大型的灌溉系統中。不過需針對馬達特性調整變頻器的加速時間，以免馬達啟動時的大電流。

## 水泵
太陽能泵可以輸送飲用水，也可以輸送動物飲水或是灌溉用水，太陽能泵特別適用在小規模或是以社區為基礎的灌溉系統，大型的灌溉系統需要大量的水，因此可能需要大型的太陽能光伏陣列。不過因為可能只有一年中的特定時候需要用水，因此大的太陽能光伏陣列可能會提供不需要的能量，因此讓系統的效率降低。
太陽能泵已用在印度的灌溉及飲水系統中。主要的泵是配合200 W至 3,700 W（5 hp）的馬達，5 hp的系統可以在有50公尺設定水頭及70公尺動態水頭的情形下，每天提供124,000公升的水。在2016年6月6日時，印度已架設了十萬個太陽能泵。

## 石油及天然氣
為了減少化石燃料對環境的衝擊（包括水力压裂），化石產業開始使用太陽能泵系統。許多油井和天然氣井需要在一定壓力下準確的注入許多化学品以維持其運作，並提高其產率。以往這種化学品注入泵（CIP）是利用井內氣體的壓力，驅動氣體往復式馬達來運作，並將井內氣體排到大氣中。太陽能化学品注入泵（solar CIP）可以減少溫室氣體的排放。太陽能面板不但是化学品注入泵的動力來源，而且可以提供SCADA電源，以進行遠端控制，甚至是非常遠處的桌上型電腦或是筆記型電腦，也可以透過人造衛星或是手機訊號進行油井的監控及診斷。

## 史特林引擎
太陽能泵除了用太陽能面板產生電力驅動外，也可以將太陽光聚光到史特林引擎的熱交換器上，再由史特林引擎帶動泵運轉。此作法可以節省太陽能面板及電子元件的成本。有些案例中，史特林引擎可以在本地製造，減少進口設備的相關問題。Fluidyne引擎也是史特林引擎，會直接帶動流體，類似活塞的效果。Fluidyne太陽能泵自1987年起已有人開始研究。